# These Glamour Girls
These Glamour Girls è un film del 1939 diretto da S. Sylvan Simon.
È un commedia romantica a sfondo drammatico statunitense con Lew Ayres, Lana Turner e Tom Brown.
È basato sul racconto breve These Glamour Girls di Jane Hall pubblicato sul Hearst's International-Cosmpolitan.

## Produzione
Il film, diretto da S. Sylvan Simon su una sceneggiatura di Jane Hall e Marion Parsonnet con il soggetto della stessa Hall (autrice del racconto), fu prodotto da Sam Zimbalist per la Metro-Goldwyn-Mayer e girato nei Metro-Goldwyn-Mayer Studios a Hollywood, Los Angeles, California, dal 5 giugno 1939 al 6 luglio 1939.

## Distribuzione
Il film fu distribuito negli Stati Uniti al cinema dal 18 agosto 1939 dalla Metro-Goldwyn-Mayer.
Altre distribuzioni:
- in Svezia il 29 luglio 1940 (Dansande flammor)
- in Danimarca il 23 settembre 1940 (Gyldent Letsind)
- in Portogallo il 17 giugno 1941 (Meninas da Alta Roda)
- in Italia (These Glamour Girls)